# Monkey Business (álbum)
Monkey Business é o quarto álbum de estúdio do grupo norte-americana The Black Eyed Peas, lançado em diversos países entre Maio e Junho de 2005.

## Certificados
O álbum foi certificado como Platina três vezes nos Estados Unidos pela RIAA e vendeu mais de 3 milhões de cópias. A Canadian Recording Industry Association (ou CRIA) certificou Monkey Business 6 vezes Platina, com vendas acimda de 600.000 copias. A Australian Recording Industry Association (ou ARIA) também certificou Monkey Business 6 vezes Platina, com vendas acima de 420.000 copias.
As faixas do CD ganharam quatro indicações ao Grammy Award 2006, mas a única vencedora foi "Don't Phunk with My Heart" que ganhou o Grammy de Melhor Performance Rap por um Duo ou Grupo de .
De acordo com a IFPI, mais de 2 milhões de copias foram vendidas na Europa, apenas no Reino Unido vendeu mais de 1 milhão de cópias.

## Lista de músicas
| N.º | Título                                                             | Compositor(es) | Produtor(es)                                                                   | Duração |  |
| 1.  | "Pump It"                                                          | William Adams, Allan Pineda, Thomas Van Musser, Stacy Ann Ferguson, Nicolas Roubanis                                                       | will.i.am, Fergie, apl.de.ap                                                   | 3:33    |  |
| 2.  | "Don't Phunk with My Heart"                                        | Adams, Ferguson, Printz Board, George Pajon, Jr., Full Force, Kalyanji Anandiji, Indeewar                                                  | will.i.am, apl.de.ap (na abertura de Don't Phunk with My Heart), Fergie, Taboo | 3:59    |  |
| 3.  | "My Style" (featuring Justin Timberlake)                           | Adams, Pineda, Ferguson, Thomas Van Musser, Justin Timberlake, Timothy Mosley, Nante Hills                                                 | Timbaland, Danja                                                               | 4:28    |  |
| 4.  | "Don't Lie"                                                        | Adams, Jaime Gomez, Pineda, Ferguson, Chris Peters, Drew Peters, Ricky Walters                                                             | will.i.am, Ron Fair                                                            | 3:39    |  |
| 5.  | "My Humps"                                                         | Adams, David Payton | will.i.am, Fergie (Versão Solo)                                                | 5:26    |  |
| 6.  | "Like That" (featuring Q-Tip, Talib Kweli, Cee-Lo and John Legend) | Adams, Pineda, Gomez, Kamaal Fareed, Talib Kweli Greene, Anthony Newley, Leslie Bricusse                                                   | will.i.am                                                                      | 4:34    |  |
| 7.  | "Dum Diddly" (featuring Dante Santiago)                            | Adams, Pineda, Ray Brady, Board, George Bennett, Benjamin Brown, Lloyd Ferguson, Robert Lyn, Donat Mittoo, Leroy Sibblins, Fitzroy Simpson | will.i.am                                                                      | 4:19    |  |
| 8.  | "Feel It"                                                          | Adams, Pineda, Ferguson | apl.de.ap, Printz Board                                                        | 4:19    |  |
| 9.  | "Gone Going" (featuring Jack Johnson)                              | Adams, Jack Johnson | will.i.am                                                                      | 3:13    |  |
| 10. | "They Don't Want Music" (featuring James Brown)                    | Adams, James Brown, Ferguson, Board, Timothy Grindgreff, Greg Mays, Darryl Barnes                                                          | will.i.am                                                                      | 6:46    |  |
| 11. | "Disco Club"                                                       | Adams, Pineda, Jean Baptiste Kouame, J. Lewis, Michael Matthews, Anthony Tidd                                                              | Noize Trip                                                                     | 3:48    |  |
| 12. | "Bebot"                                                            | Adams, Pineda | will.i.am                                                                      | 3:30    |  |
| 13. | "Ba Bump"                                                          | Adams, Board, Larry Blackmon, Thomas Jenkins                                                                                               | Printz Board                                                                   | 3:56    |  |
| 14. | "Audio Delite at Low Fidelity"                                     | Adams, Pineda, Keith Harris, Rick James | will.i.am                                                                      | 5:29    |  |
| 15. | "Union" (featuring Sting)                                          | Adams, Sting, Ferguson, Pajon, Jr. | will.i.am                                                                      | 5:04    |  |

| Faixa Bônus - Brasil |                    |         |  |
| N.º                  | Título             | Duração |  |
| 16.                  | "Do What You Want" | 4:03    |  |

| Faixa Bônus - Reino Unido / Irlanda |                    |         |  |
| N.º                                 | Título             | Duração |  |
| 16.                                 | "Do What You Want" | 4:03    |  |
| 17.                                 | "If You Want Love" | 4:54    |  |

| Faixa Bônus - Japão |                      |         |  |
| N.º                 | Título               | Duração |  |
| 16.                 | "Do What You Want"   | 4:03    |  |
| 17.                 | "If You Want Love"   | 4:54    |  |
| 18.                 | "Make Them Hear You" | 3:19    |  |

| Faixa Bônus - Edição Asiática |                                 |         |  |
| N.º                           | Título                          | Duração |  |
| 16.                           | "Pump It (Travis Barker Remix)" | 3:31    |  |
| 17.                           | "Dum Diddly (Noizetrip Remix)"  | 4:28    |  |

| Asia Special Edition DVD |                                     |         |  |
| N.º                      | Título                              | Duração |  |
| 1.                       | "Pump It (Video)"                   |         |  |
| 2.                       | "Don't Lie (Video)"                 |         |  |
| 3.                       | "Don't Phunk With My Heart (Video)" |         |  |
| 4.                       | "My Humps (Video)"                  |         |  |
| 5.                       | "Like That (Video)"                 |         |  |

Notas
- "My Humps" contém uma faixa escondida "So Real".
- "Audio Delite at Low Fidelity" contém uma faixa escondida "Change".
- "Don't Phunk with My Heart" contém uma faixa escondida "Bend Your Back".
- "Don't Lie" contém uma faixa escondida "Shake Your Monkey".

Notas de Sample
- "Pump It" contém samples de "Misirlou" por Dick Dale.
- "Don't Phunk With My Heart" interpola "I Wonder If I Take You Home" de Lisa Lisa & Cult Jam e utiliza samples de "Ae Naujawan Sab Kuchh Yahan" e "Yeh Mera Dil Pyaar Ka Diwana", ambas por Asha Bhosle.
- "Don't Lie" contém samples de "The Ruler's Back" por Slick Rick.
- "My Humps" interpola "I Need a Freak" por Sexual Harassment e utiliza samples de "Wild Thing" por Tone Lōc e "It's Automatic" por Freestyle
- "Like That" contém samples de "Who Can I Turn To (When Nobody Needs Me)" por Astrud Gilberto.
- "Dum Diddly" interpola "Pass the Dutchie" por Musical Youth
- "Gone Going" interpola "Gone" por Jack Johnson.
- "They Don't Want Music" interpola "Mind Power" por James Brown.
- "Ba Bump" contém samples de "Candy" por Cameo.
- "Audio Delite at Low Fidelity" contém samples de "All Night Long" por Mary Jane Girls.
- "Union" interpola "Englishman in New York" por Sting.

## Singles
- "Don't Phunk with My Heart" (2005)
- "Don't Lie" (2005)
- "My Humps" (2005)
- "Pump It" (2006)
- "Bebot" (2006)

## Desempenho em Charts
| Chart                    | País           | Melhor Posição |
| ------------------------ | -------------- | -------------- |
| Argentinian Albums Chart | Argentina      | 1              |
| Australian Albums Chart  | Austrália      | 1              |
| Canadian Albums Chart    | Canadá         | 1              |
| Germany Albums Chart     | Alemanha       | 1              |
| French Albums Chart      | França         | 1              |
| Mexican Albums Chart     | México         | 1              |
| New Zealand Albums Chart | Nova Zelândia  | 1              |
| Switzerland Albums Chart | Suécia         | 1              |
| EUA Billboard 200        | Estados Unidos | 2              |
| Austrian Albums Chart    | Áustria        | 2              |
| Danish Albums Chart      | Dinamarca      | 3              |
| Finnish Albums Chart     | Finlândia      | 4              |
| Spain Albums Chart       | Espanha        | 5              |
| Italian Albums Chart     | Itália         | 10             |
| Norway Albums Chart      | Noruega        | 15             |
| Swedish Albums Chart     | Suíça          | 16             |

## Vendas e Certificações
| País           | Certificação | Vendas    |
| -------------- | ------------ | --------- |
| Argentina      | Platina      | 40,000+   |
| Austrália      | 6× Platina   | 420,000+  |
| Canadá         | 6× Platina   | 600,000+  |
| França         | 2× Platina   | 439,000+  |
| Alemanha       | Platina      | 200,000+  |
| México         | 3× Ouro      | 150,000+  |
| Nova Zelândia  | 4× Platina   | 60,000+   |
| Espanha        | Platina      | 150,000+  |
| Suíça          | Ouro         | 20,000    |
| Suécia         | 2× Platina   | 80,000    |
| Estados Unidos | 4× Platina   | 4,200,000 |
| Reino Unido    | 3× Platina   | 1,065,834 |